# ديريك ليفينغستون
ديريك ليفينغستون هو متزلج على الثلوج كندي، ولد في 5 يناير 1991 في سكاربورو، تورنتو في كندا.

## وصلات خارجية
- ديريك ليفينغستون على موقع الاتحاد الدولي للتزلج (ركوب لوح الثلج) (الإنجليزية)
- ديريك ليفينغستون على موقع اللجنة الأولمبية الدولية (الإنجليزية)
- ديريك ليفينغستون على موقع أوليمبيديا (الإنجليزية)
- ديريك ليفينغستون على موقع اللجنة الأولمبية الكندية (الإنجليزية)
- ديريك ليفينغستون على موقع ألعاب إكس (مؤرشف) (الإنجليزية)